# チャムチュリースクエア
チャムチュリースクエア はバンコク、タイにある高層商業施設。
チャムチュリースクエアプラザ（Chamchuri Square Plaza）、チャムチュリースクエアオフィス（Chamchuri Square Office）チャムチュリースクエアレジデンス（Chamchuri Square Residence）の3棟から成るビル群をチャムチュリースクエアと呼ぶ。
所有者、管理者は チュラロンコン大学。1994年に建設が始まったが、1996年に一度建設停止。2005年に再開された。完成は2008年。オフィスタワーは全40階建て。高さは 173メートル (568 ft)。2009年の時点ではタイで38番目に高いビル。
2015年12月時点でのチャムチュリースクエアプラザ内の施設数は98店。

## 歴史・背景
チュラロンコン大学が所有する商業施設チャムチュリースクエアは「株式会社Siam Techno City」とThai Farmers' Bank (now Kasikornbank)の所有するベンチャーキャピタル、 「Loxleyグループ」、さらに日系企業の「the Japan International Development Organization (Jaido)」、「株式会社Thai Shimizu」によって建設された。
現在の運営は Chesterton Thai Property Consultantsが行っている。
1994年に工事が開始され1997年に終了する予定であった。工事費は70億バーツ
1996年、経済、経営の不振により、13階までの工事しか終わっていない状態のままプロジェクトは一時停止となった。従来のプランは1997年の通貨危機の際に見捨てられることとなった。2002年、プロジェクトの責任の一端を担うチュラロンコン大学がプロジェクトの復活を決定。さらに3億バーツの予算を投じて、工事に着手した。
その後、洪水などの影響により工事の遅延などはあったが2005年末には70%の工事が完了。
本完成は2008年の7月9日となった。

## 外観と住所
チャムチュリーオフィスタワー(Chamchuri Office Tower)は40階建てのビル。駐車場は2階から10階。
レジデンスタワー(Residence Tower)は23階建て。スタンダードの部屋が126部屋。30年の長期分割払いでも購入できる。
チャムチュリープラザ(Chamchuri Square)にも直結している。
チャムチュリースクエアは"the Edutainment Gateway"となることを理念に作られた 複合商業施設。
総面積は 22,300平方メートル (240,000 sq ft)。本屋、レストラン、教育機関、サービス業などの店舗が内部を占める。
さらに館内にはチュラロンコン大学のブックセンターも展開されている。
チャムチュリーオフィスタワーの高さは 173メートル (568 ft)。タイでは38番目の高さ。 2009年現在。
チャムチュリーオフィスタワーは 89,029 m2 (958,300 sq ft) のオフィススペースを誇るビルである。アジア通貨危機以前ではタイ王国最大のオフィスビルであった。